# Lennart Bak
Lennart Kristensen Bak (13. september 1972 i Sæby) er en tidligere dansk fodboldspiller, der spillede flest førsteholdskampe i AGF.

## Karriere
Bak, der var midtbanespiller, begyndte sin seniorkarriere i Frederikshavn, hvorfra han i 1994 kom til AGF. Her var han blandt andet med til at blive pokalmester, da klubben i 1996 besejrede Brøndby IF i finalen 2-0.
Derefter spillede han et par år i to mindre italienske klubber uden større succes, inden han vendte tilbage til AGF i 1999, hvor det blev til yderligere et par år, inden han i januar 2001 skiftede til AaB. Det blev dog kun et halvt år i denne klub, inden måtte indstille karrieren som følge af flere skader.
Efter sin tilbagetrækning har han undervist og trænet unge, og i 2018 blev han fodboldagent for et italiensk firma.

## Hæder
- Landspokalturneringen

AGF: 1996